# Daedalma dora
Daedalma dora är en fjärilsart som beskrevs av Otto Staudinger 1897. Daedalma dora ingår i släktet Daedalma och familjen praktfjärilar. Inga underarter finns listade i Catalogue of Life.